# Torre de Don Miguel
Torre de Don Miguel é um município da Espanha na comarca da Serra de Gata, província de Cáceres, comunidade autónoma da Estremadura, de área 12 km². Em 2021 tinha 495 habitantes (densidade: 41,3 hab./km²).

## Demografia
| Variação demográfica do município entre 1991 e 2004 [carece de fontes?] | Variação demográfica do município entre 1991 e 2004 [carece de fontes?] | Variação demográfica do município entre 1991 e 2004 [carece de fontes?] | Variação demográfica do município entre 1991 e 2004 [carece de fontes?] |
| ----------------------------------------------------------------------- | ----------------------------------------------------------------------- | ----------------------------------------------------------------------- | ----------------------------------------------------------------------- |
| 1991                                                                    | 1996                                                                    | 2001                                                                    | 2004                                                                    |
| 733                                                                     | 718                                                                     | 629                                                                     | 619                                                                     |